# Melochia corymbosa
Melochia corymbosa là một loài thực vật có hoa trong họ Cẩm quỳ. Loài này được Ruiz & Pav. mô tả khoa học đầu tiên.